# Célestin Mpoua
Célestin Mpoua Nkoua, né le 12 novembre 1957 à et mort le 19 juin 2023 à Brazzaville est un joueur international puis entraîneur congolais de handball.
Devenu entraîneur, il a notamment été le sélectionneur de l'équipe nationale féminine de RD Congo de 2013 à 2020.

## Palmarès de joueur

### En club
- Championnat du Congo
  - Vainqueur (?) : ... 1984 ...
- Coupe d'Afrique des clubs champions
  - Vainqueur : 1984[3]

### En équipe nationale
Son palmarès en équipe nationale est :
- Quatrième au Championnat d'Afrique des nations 1979
- médaille d'argent au Championnat d'Afrique des nations 1983
- médaille de bronze au Championnat d'Afrique des nations 1985.

## Palmarès d'entraîneur

### Équipe nationale
RD Congo féminine U18
- Championnat d'Afrique des nations des jeunes
  - Finaliste : 2013
  - Troisième : 2015

RD Congo féminine U21
- Championnat d'Afrique des nations junior
  - Finaliste : 2013

RD Congo
- CAN
  - Deuxième : 2014
  - Troisième : 2012, 2018
- Jeux africains
  - Troisième : 2019

### En club
- Ligue des champions
  - Troisième : 2016 (avec ASEL)
  - Quatrième : 2019 (avec DGSP Brazzaville )

## Distinction
Le 23 octobre 1985, Célestin Mpoua Nkoua est élevé à titre exceptionnel au grade de Chevalier de l'Ordre du Mérite congolais.